# Флорисант (Мисури)
Флорисант (енгл. Florissant) град је у америчкој савезној држави Мисури.

## Демографија
По попису из 2010. године број становника је 52.158, што је 1.661 (3,3%) становника више него 2000. године.
| Група             | 2000.          | 2010.          |
| Белци             | 42.807 (84,8%) | 35.559 (68,2%) |
| Афроамериканци    | 5.810 (11,5%)  | 13.957 (26,8%) |
| Азијати           | 308 (0,6%)     | 398 (0,8%)     |
| Хиспаноамериканци | 753 (1,5%)     | 1.029 (2,0%)   |
| Укупно            | 50.497         | 52.158         |